# Tardelcuende
Tardelcuende település Spanyolországban, Soria tartományban. Tardelcuende Matamala de Almazán, Fuentepinilla, Quintana Redonda és Almazán községekkel határos. Lakosainak száma 424 fő (2024).

## Népesség
A település népessége az elmúlt években az alábbi módon változott:
| Lakosok száma | 623  | 606  | 541  | 525  | 484  | 452  | 435  | 431  | 432  | 424  |
|               | 2001 | 2004 | 2007 | 2009 | 2012 | 2014 | 2017 | 2019 | 2022 | 2024 |